# His Day Out
Pour plus de détails, voir Fiche technique et Distribution.
His Day Out est un film muet américain réalisé par Arvid E. Gillstrom et sorti en 1918.

## Fiche technique
- Titre : His Day Out
- Réalisation : Arvid E. Gillstrom
- Scénario : Bud Ross, Billy West
- Producteur : Louis Burstein
- Société de production : King Bee Studios
- Pays d'origine :  États-Unis
- Langue : intertitres en anglais
- Genre : Comédie
- Durée : 20 minutes
- Dates de sortie :
  -  États-Unis : 15 janvier 1918

## Distribution
- Billy West : Billy
- Leatrice Joy : Joy
- Oliver Hardy : Ollie
- Leo White
- Joe Bordeaux
- Ethel Marie Burton
- Bud Ross : Le père
- Slim Cole
- Don Likes : un client
- Billy Quirk